# Брюн-Ли, Селин
Селин Брюн-Ли (норв. Celine Brun-Lie; род. 18 марта 1988 года, Осло) — норвежская лыжница, участница Олимпийских игр в Ванкувере. Специалистка спринтерских гонок. 
В Кубке мира Брюн-Ли дебютировала в 2007 году, в декабре 2008 года впервые попала на подиум на этапе Кубка мира. Всего на сегодняшний день имеет на своём счету 3 попадания в тройку лучших на этапах Кубка мира, 1 в спринте и 2 в командном спринте. Лучшим достижением Брюн-Ли в общем итоговом зачёте Кубка мира является 27-е место в сезоне 2008-09.
На Олимпиаде-2010 в Ванкувере принимала участие в двух гонках: в спринте показала 6-й результат, а в командном спринте была 5-й.
За свою карьеру принимала участие в одном чемпионате мира, на чемпионате 2009 года стартовала в спринте и показала 11-й результат.
Использует лыжи производства фирмы Fischer.